# Upsilon Pavonis
Upsilon Pavonis (110 Pavonis) é uma estrela na direção da constelação de Pavo. Possui uma ascensão reta de 20h 41m 57.06s e uma declinação de −66° 45′ 38.3″. Sua magnitude aparente é igual a 5.14. Considerando sua distância de 840 anos-luz em relação à Terra, sua magnitude absoluta é igual a 0.41. Pertence à classe espectral B8Vvar.